# إشراف بيئي

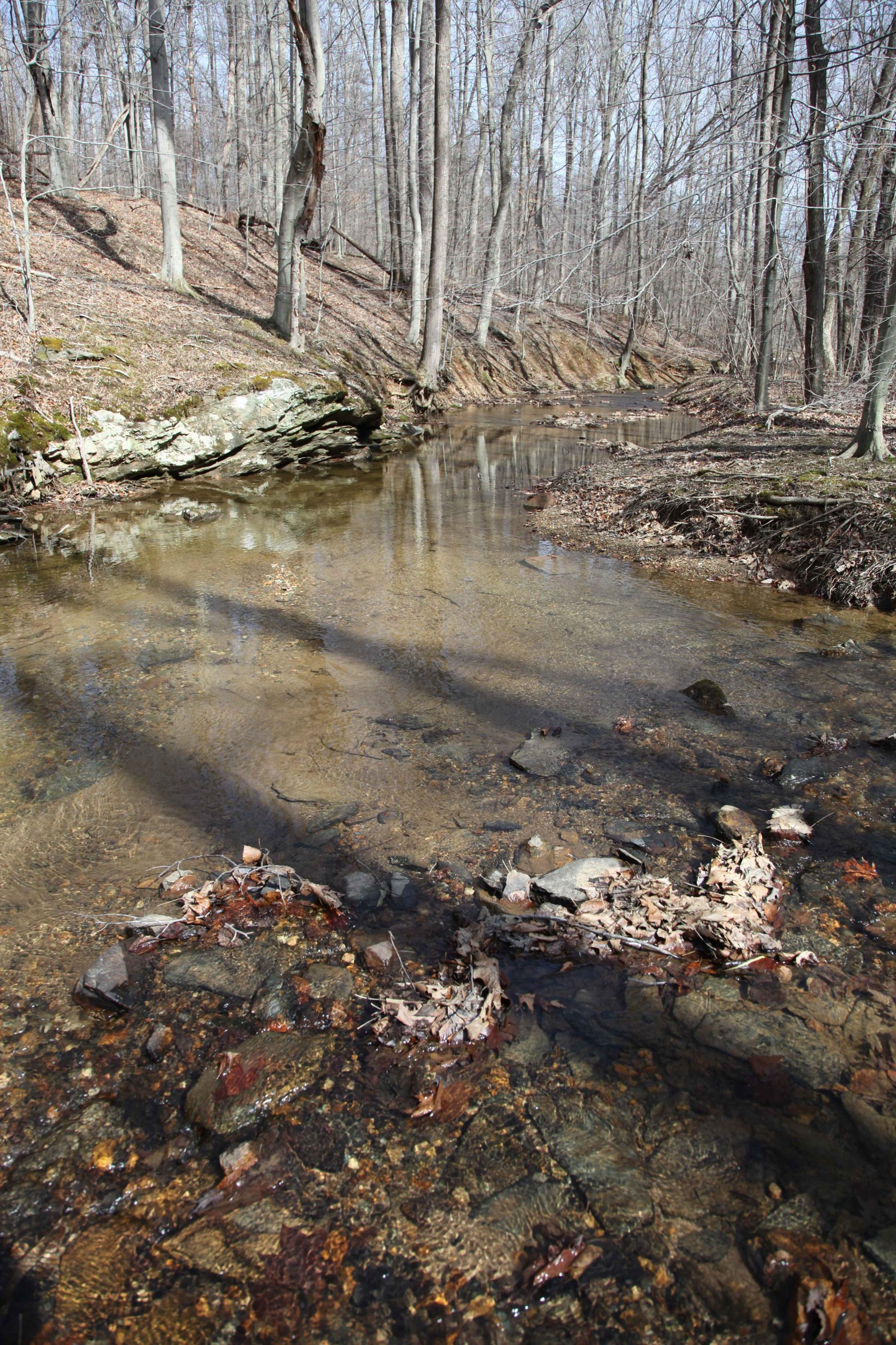
مجرى مياه في مركز بلو ريدج للحفاظ على البيئة – مثال على ممارسات الإشراف البيئي

يشير الإشراف البيئي إلى مسؤولية استخدام البيئة الطبيعية وحمايتها عن طريق ممارسات المحافظة والاستدامة. دافع ألدو ليوبولد (Aldo Leopold) (1887-1948) عن الإشراف البيئي على أساس الميثاق الأخلاقي للتعامل مع الأرض "يتعامل مع علاقة الإنسان بالأرض والحيوانات والنباتات التي تنمو عليها.”

## الإشراف البيئي القائم على المرونة
يؤكد الإشراف البيئي القائم على المرونة على المرونة على أنها سمة أساسية لتغيير العالم، النظام البيئي هو الذي يوفر مجموعة من خدمات النظام البيئي فضلاً عن مورد فردي، والإشراف هو الذي يعترف بـمديري المورد على أنه جزء لا يتجزأ من النظام المُدار. تشير المرونة إلى قدرة النظام على امتصاص الاضطرابات وتستمر في المحافظة على وظيفتها الأساسية وهيكلها.